# Trèmolo

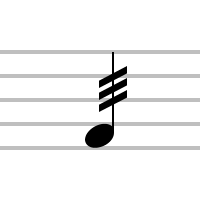
Trèmolo

Trèmolo, tremolor, és a dir; ràpida alternança de dos sons, separats una tercera o més (en canvi, trino és a distància d'una segona).
- En els instruments de corda, ràpida repetició d'un so.[2]
- En els cantants, ràpida fluctuació de la intensitat d'un so de la mateixa altura.
- Exemple d'un trèmolo per modulació de l'amplitud de 6 Hz